# Simplocaria basistriata
Simplocaria basistriata là một loài bọ cánh cứng trong họ Byrrhidae. Loài này được Kamimura, Nakane & Koyama miêu tả khoa học năm 1964.